# Flughafen Miyazaki

i7
i11
i13
Der Flughafen Miyazaki (japanisch 宮崎空港 Miyazaki-Kūkō, IATA-Code: KMI, ICAO-Code: RJFM) ist ein kleiner Verkehrsflughafen der Stadt Miyazaki in Japan. Der Flughafen liegt etwa vier Kilometer südöstlich vom Stadtzentrum Miyazakis direkt an der Küste. Von hier gibt es derzeit (Oktober 2018) Inlandsverbindungen nach Tokio, Osaka, Nagoya, Naha und Fukuoka sowie internationale Verbindungen nach Incheon, Taipeh und Hongkong. Zur Verlängerung der Start- und Landebahn musste ein Stück Land aufgeschüttet werden. Der Flughafen Miyazaki gilt nach der japanischen Gesetzgebung als Flughafen 2. Klasse.